# Antonio Taziano
Antonio Taziano (in greco: Ἀντώνιος Τατιανὸς, Antonios Tatianos; in latino: Antonius Tatianus; fl. 361-364) è stato un politico romano di età imperiale.

## Biografia
La famiglia degli Eutolmii era originaria della Siria, e Taziano era di rango senatoriale. Nel novembre 361 fu nominato governatore (clarissimus praeses) della Caria dall'imperatore Flavio Claudio Giuliano; fu attivo ad Afrodisia e Mileto.
Durante il suo governò eresse, in particolare, una statua dedicata all'imperatore Giuliano; in seguito alla morte di Giuliano, nel 364 dimostrò la propria fedeltà al nuovo imperatore Valente dedicandogli un'altra statua e cancellando il nome di Giuliano dalla precedente.
Suo figlio fu Flavio Eutolmio Taziano, prefetto del pretorio sotto Teodosio I.